# Poecilocloeus lacalatus
Poecilocloeus lacalatus är en insektsart som beskrevs av Marius Descamps 1980. Poecilocloeus lacalatus ingår i släktet Poecilocloeus och familjen gräshoppor. Inga underarter finns listade i Catalogue of Life.